# Летучая мышь Руж
Лету́чая мышь Руж (яп. ルージュ・ザ・バット Ру:дзю дза Батто, англ. Rouge the Bat) — персонаж серии игр Sonic the Hedgehog и аниме Sonic X, 18-летняя охотница за сокровищами и правительственный агент организации G.U.N. Её главные драгоценности — Мастер Изумруд и Изумруды Хаоса.
Дебютировав в Sonic Adventure 2, она появилась в последующих играх серии. Её появление было смешанно оценено критиками, в первую очередь из-за сходства с ехидной Наклзом и непривычного образа героя в серии Sonic the Hedgehog.

## Общая характеристика
Руж — 18-летняя антропоморфная летучая мышь с белыми волосами, одетая в облегающий чёрный костюм с узором в виде сердца, носит длинные рукавицы и высокие сапоги с металлическими каблуками. В Sonic Heroes и серии Sonic Riders героиня носит разные наряды, но в похожей цветовой гамме и присутствуют детали в виде сердца. Она также имеет открываемые костюмы в Sonic Adventure 2.
Летучая мышь Руж является профессиональным охотником за сокровищами. Она также называет себя «Величайшим вором в мире», и бесстрашно делает нужное, пренебрегая опасностью и игнорируя чувства других. Кроме того, она является шпионом организации «G.U.N». Её «женское очарование» создаёт в характере небрежность, но на самом деле она интригующая и умеет манипулировать другими. Руж тайно влюблена в ехидну Наклза, который охраняет Мастер Изумруд. Однако в руководстве игры Sonic the Hedgehog указано, что её чувства к ежу Шэдоу аналогичны чувствам к Наклзу. В аниме-сериале «Sonic X» летучая мышь также симпатизирует ежу. Героиня борется в первую очередь ногами, особенно часто пользуется приёмом «удар винтом» (англ. Screw Kick), и может летать на дальние расстояния с помощью крыльев.

## Появления

### Игры
Руж появилась в Sonic Adventure 2 как игровой персонаж. Она является охотником за сокровищами, и помогает доктору Эггману в поисках Изумрудов Хаоса, для восстановления Эклипс-пушки (англ. Eclipse Gun). Руж — единственный член Тёмной Команды, который может вести автомобиль в однопользовательском режиме. Её личный босс в игре — «Flying Dog» (с англ. — «Летающая собака»), робот G.U.N., и её соперник, Наклз. В последнем уровне, под названием «Ядро Орудия», Руж одна из пяти персонажей, которые проходят уровень.
Руж играет важную роль в сюжете Sonic Heroes. Она — летающий член Тёмной Команды. Она освободила Шэдоу из капсулы и случайно активизировала робота E-123 Омегу. Омега начал атаковать, чтобы уничтожить всех роботов Эггмана, думая, что Шэдоу был одним из своих клонов, но героиня остановила битву ежа и робота, и предложила, чтобы они работали вместе как команда, в поисках Эггмана.
В Sonic Battle она — владелец «Клуба Руж» в области «Ночного Вавилона». Она планировала использовать её положение правительственного агента, чтобы собрать информацию относительно ценных сокровищ. Она украла робота Эггмана по имени Эмерла от Эми Роуз, и пыталась обучить его на профессионального вора, чтобы он украл больше драгоценностей для неё. Она забирает его к её дому, Клубу Руж, и учит его драться с Роботом-охранником, уклоняться от захвата и открывать замки, затем с его помощью крадёт Изумруд Хаоса, который он поглощает. В конце игры, когда Эмерл благодарит Соника и его друзей за проявлении заботы о нём, Руж не была упомянута.
Значительную роль героиня играет в Shadow the Hedgehog, где помогает ежу Шэдоу на миссиях героя в уровнях «Digital Circuit», «Death Ruins», и «GUN Fortress».
Она появилась в сериях играх Sonic Riders как скрытый гонщик. Её можно открыть, если пройти историю Героев.
Руж играет важную роль в истории Шэдоу в игре Sonic the Hedgehog (2006). Она вновь играет роль агента организации «G.U.N.». Ей было поручено выкрасть Скипетр Тьмы из базы доктора Эггмана. После того, как она не выходила на связь долгое время, «G.U.N.» решили выслать подмогу в виде ежа Шедоу.
Как играбельный персонаж героиня появляется в Sonic Rivals 2, где она объединилась с ехидной Наклзом, чтобы найти Мастер Изумруд и Изумруды Хаоса. Незначительную роль Руж играет в Sonic Chronicles: The Dark Brotherhood.
В Mario & Sonic at the Olympic Winter Games появляется как спортсменка фигурного катания. Также Руж появляется в Sonic Free Riders как играбельный персонаж.
Руж появляется в игре Sonic Generations как одна из гостей на дне рождения Соника. Но, когда Пожиратель времени отправил друзей Соника в различные отверстия времени, Руж попала в «City Escape» (Sonic Adventure 2). Впоследствии её спас Соник. В финале она появляется вместе с другими персонажами, подбадривая обоих Соников.

### Мультфильмы
Летучая мышь Руж играет особую роль в аниме Sonic X. В сюжетной линии из аниме, она также правительственный агент и охотница за сокровищами. Она смогла украсть «крупнейший в мире Фианит», однако вскоре новость разошлась по всему городу. Позже она пыталась ограбить ещё одно здание с другим драгоценным камнем, но ей не удалось. Руж попадает в засаду, и правительство решает принять её в тайное агентство, прощая все кражи и оставляя у неё драгоценности. Наряду с Крим, это стало первым появлением мыши Руж в мультфильмах про Соника.
В дальнейшем Руж также появилась в мультсериале Sonic Prime.

### Печатная продукция
Персонаж также появился в серии одноимённых комиксов, сюжет которой основан на одноимённом аниме.
Героиня также появилась в комиксах Sonic the Hedgehog, появившись в адаптации игры Sonic Adventure 2. По большей части, она играет такую же роль, как и в видеоиграх, но в некоторых номерах она появляется как помощник президента и даже спасает его от покушения, планировавшиеся Эггманом. Руж также знакома с Банни Рэббот, которая спасла героиню от Эггмана. Однако после спасения между девушками произошла драка, которая закончилась только после прихода Соника. Она и лиса Фиона являются соперниками в боях и грабежах. Она позже присоединилась к ежу Шэдоу и E-123 Омеге, чтобы сформировать команду Дарк.

## Идея и создание

### Озвучивание
- В Sonic Adventure 2, Sonic Heroes и Sonic Battle её озвучивала Лани Минелла.
- В Sonic X, а также в играх начиная с Shadow the Hedgehog и до Mario & Sonic at the Olympic Winter Games, Руж была озвучена Кэрэн Мэнуэл.
- Начиная с Sonic Free Riders персонажа озвучивает Карен Страссман.
- В Японии, как в играх, так и в Sonic X, её озвучивала Руми Отиай.
- В России в Sonic X её озвучивала Елена Борзунова.

## Отзывы критиков
Руж была отмечена во многих рекламных кампаниях для серии Sonic the Hedgehog в Северной Америке и Японии. При выпуске игры Sonic Adventure 2 Battle, в качестве рекламы была представлена линия плюшевых игрушек, среди которых была и Руж. В Японии игрушки в виде Руж использовались в качестве приза в игровых торговых автоматах. Для рекламы аниме Sonic X, в Северной Америке и Японии были выпущены брелоки в виде главных героев, одним из которых стала Руж. В 2004 году Sega и McDonald’s выпустили серию тематических игр, распространяемых в комплекте с Happy Meal. Руж, вместе с Эми, была посвящена игра Amy & Rouge Volleyball (в других регионах известна под названием Amy & Rouge Tennis).
После появления Руж в игре Sonic Adventure 2, некоторыми обозревателями был раскритикован её дизайн. IGN назвал Руж «Наклзом, с крыльями летучей мыши, и грудью»; многие критики также отметили это сходство. Сайт Screw Attack назвали героиню самой худшей женщиной в видеоиграх. При этом Руж дважды входила в списки «Сексуальных девушек-животных компьютерных игр», составленных сайтом GamesRadar, а также была помещена на 10 место, в «Top Ten Disturbingly Sexual Game Characters» от Games.net.